# 同形異音語
同形異音語（どうけいいおんご）とは、同じ表記でありながら異なる読みを持つ語を指す。同表記異音語（どうひょうきいおんご）、同綴異音語（どうてついおんご）、同字異音語（どうじいおんご）ともいう。

## 概説
同形異音語には音が異なってもほぼ同じ意味を表す語（例　工場 - こうじょう/こうば）の場合と、「仮名- かな/かめい」のようにまったくちがう意味を持つ同形異音異義語（英語: heteronym）である場合とがある。同形異音語を使用する筆者はそれが同形異音であると意識せずに使う場合が多いが、音読するときは、文脈を考えて発音を決定しなければならない。同形異音語は、それぞれの発音により品詞や意味が完全に異なる場合は文脈や統語的構造によりどの読み方が適切か判断できるが、それが困難な場合や不可能に近い場合もある。たとえば日本語では「金(かね)」と「金(きん)」のように同じような文脈に出現し、品詞が同じで意味が違う場合には誤解を生む可能性がある。その場合、かな書きにしたり、ふりがなをつけたり、「お金/現金/キャッシュ」、「黄金/ゴールド」など別の語を使って混乱を回避する配慮が必要である。
同形異音語は、コンピューターによる自動読み上げ、音声合成、自然言語処理などの分野で重要な問題である。

## 事例

### 日本語での例
日本語は同音異義語だけでなく同形異音語も多い。
- 日本 - にほん/にっぽん
- 股 - また/もも
- 床 - ゆか/とこ
- 粉 - こな/こ
- 魚 - さかな/うお
- 青魚 - あおざかな/あおうお
- 呪い - のろい/まじない
- 御供 - おとも/おそなえ（＝御供え）
- 仮名 - かな/かめい
- 一分 - いっぷん/いちぶ
- 五分 - ごふん/ごぶ
- 十分 - じっぷん/じゅうぶん
- 四国 - よんこく/しこく
- 一人前 - ひとりまえ/いちにんまえ
- 一行 - いちぎょう/いっこう
- 二歩 - にほ/にふ
- 二女 - じじょ/にじょ
- 二男 - じなん/になん
- 工夫 - くふう/こうふ
- 末期 - まっき/まつご
- 利益 - りえき/りやく
- 大勢 - おおぜい/たいせい
- 後手 - うしろで/ごて
- 銀杏 - ぎんなん/いちょう
- 分別 - ぶんべつ/ふんべつ
- 文言 - ぶんげん/もんごん
- 施行 - しこう/せこう
- 施工 - しこう/せこう
- 図画 - ずが/とが
- 工場 - こうじょう/こうば
- 自重 - じじゅう/じちょう
- 心中 - しんちゅう/しんじゅう
- 町中 - まちなか/まちじゅう
- 下足 - げそく/げそ
- 競売 - きょうばい/けいばい
- 入水 - にゅうすい/じゅすい
- 追従 - ついじゅう/ついしょう
- 金星 - きんせい/きんぼし
- 金色 - きんいろ/こんじき
- 同人 - どうじん/どうにん
- 私 - わたし/わたくし
- 入る - いる/はいる
- 入れる - いれる/はいれる
- 解く - とく/ほどく
- 装う - よそおう/よそう
- 来る - くる/きたる
- 塗れる - ぬれる/まみれる
- 怒る - おこる/いかる
- 包む - つつむ/くるむ
- 選る - える/よる
- 被る - こうむる/かぶる
- 弄る - いじる/まさぐる
- 描く - かく/えがく
- 響く - ひびく/どよめく
- 誘う - さそう/いざなう
- 違う - ちがう/たがう
- 空く - あく/すく
- 開く - あく/ひらく
- 開ける - あける/ひらける
- 避ける - さける/よける
- 妬む - ねたむ/そねむ
- 凹む - へこむ/くぼむ
- 触れる - ふれる/さわれる
- 吐く - はく/つく
- 弾く - はじく/ひく
- 摘む - つむ/つまむ
- 捻る - ひねる/ねじる
- 潜る - もぐる/くぐる
- 歪む - ゆがむ/ひずむ
- 上る - のぼる/あがる
- 下す - くだす/おろす
- 支える -ささえる/つかえる
- 汚す - よごす/けがす
- 抱く - だく/いだく
- 係る - かかる/かかわる
- 温める - あたためる/ぬくめる
- 謀る - はかる/たばかる
- 得る - える/うる
- 認める - みとめる/したためる
- 見下す - みくだす/みおろす
- 見出す - みだす/みいだす
- 打ち殺す - うちころす/ぶちころす
- 打ち上げる - うちあげる/ぶちあげる
- 行った - いった/おこなった
- 通った - とおった/かよった
- 通りで - とおりで/どおりで
- 初め - はじめ/そめ
- 止め - とめ/とどめ
- 降り - おり/ふり
- 素振り - そぶり/すぶり
- 臭い - くさい/におい
- 辛い - からい/つらい
- 温い - ぬるい/ぬくい
- 酷い - むごい/ひどい
- ～難い - にくい/がたい
- 芳しい -かんばしい/かぐわしい
- 香しい -かんばしい/かぐわしい
- 馨しい -かんばしい/かぐわしい
- 滑らか - なめらか/すべらか
- 口惜しい - くちおしい/くやしい
- 艶やか - つややか/あでやか
- 一途 - いちず/いっと
- 一見 - いっけん/いちげん
- 何故 - なぜ/なにゆえ
- 何の - なんの/どの
- 何れ - いずれ/どれ
- 汚れ - よごれ/けがれ
- 未だ - まだ/いまだ
- 歩行虫 - おさむし/ごみむし
- 兄弟 - きょうだい/けいてい
- 姉妹 - しまい/きょうだい
- 姉弟 - してい/きょうだい
- 兄妹 - けいまい/きょうだい
- 父娘 - おやこ/ちちむすめ
- 家探し - やさがし/いえさがし
- 家主 - やぬし/いえぬし
- 白子 - しらこ/しらす
- 男の娘 - おとこのこ(女性のような見た目の男性)/おとこのむすめ(ある男性の娘) - 文脈によっては判別が困難な場合もある。

#### 訓読みと音読みの違いによる同形異音語
ほとんどの漢字は音読みと訓読みを持つので同形異音と言えるが，ここでは単語として独立しているもののみを挙げる。なお「熟字訓」の例もある。
- 四 - よん/し
- 七 - なな/しち
- 十 - とお/じゅう
- 金 - かね/きん
- お札 -おふだ/おさつ
- 種 - たね/しゅ
- 訳 - わけ/やく
- 糞 - くそ/ふん
- 市場 - いちば/しじょう
- 牧場 - まきば/ぼくじょう
- 役所 - やくどころ/やくしょ
- 大家 - おおや/たいか
- 大人気 - おとなげ/だいにんき
- 色紙 - いろがみ/しきし
- 音色 - ねいろ/おんしょく
- 一味 - ひとあじ/いちみ
- 風車 - かざぐるま/ふうしゃ
- 他の - ほかの/たの
- 他所 - よそ/たしょ
- 紅葉 - もみじ/こうよう
- 黄葉 - もみじ/こうよう
- 筋肉 - すじにく/きんにく
- 気質 - かたぎ/きしつ
- 身体 - からだ/しんたい
- 火傷 - やけど/かしょう
- 国立 - くにたち/こくりつ
- 幾何 - いくばく/きか
- 上方 - かみがた/じょうほう
- 大分 - おおいた/だいぶ
- 宮城 - みやぎ/きゅうじょう
- 大麻 - おおあさ/たいま
- 昨日 - きのう/さくじつ
- 一目 - ひとめ/いちもく
- 一寸 - ちょっと/いっすん
- 二重 - ふたえ/にじゅう
- 寒気 - さむけ/かんき
- 梅雨 - つゆ/ばいう
- 父母 - ちちはは/ふぼ
- 名主 - なぬし/みょうしゅ
- 大事 - おおごと/だいじ
- 大地震 - おおじしん/だいじしん
- 背筋 - せすじ/はいきん
- 見物 - みもの/けんぶつ
- 墓穴 - はかあな/ぼけつ
- 生花 - いけばな/せいか
- 赤子 - あかご/せきし
- 翡翠 - かわせみ/ひすい
- 甲虫 - かぶとむし/こうちゅう
- 海牛 - うみうし/かいぎゅう
- 羚羊 - かもしか/れいよう
- 経緯 - いきさつ/けいい
- 川柳 - かわやなぎ/せんりゅう
- 表す - あらわす/ひょうす
- 硝子体 - ガラスたい/しょうしたい
- 鼻汁 - はなじる/びじゅう
- 水面 - みなも/すいめん
- 蝶番 - ちょうつがい/ちょうばん
- 盛り土 - もりつち/もりど
- 目途 - めど/もくと
- 手榴弾 - てりゅうだん/しゅりゅうだん
- 黄金虫 - こがねむし/おうごんちゅう
- 人事 - ひとごと/じんじ
- 他人事 - ひとごと/たにんごと
- 髑髏 - しゃれこうべ/どくろ
- 目下 - めした/もっか
- 初日 - はつひ/しょにち
- 初心 - うぶ/しょしん
- 何色 - なにいろ/なんしょく
- 顔色 - かおいろ/がんしょく
- 菖蒲 - あやめ/しょうぶ
- 余波 - なごり/よは
- 父子 - おやこ/ふし
- 足跡 - あしあと/そくせき
- 永遠 - とわ/えいえん
- 永久 - とわ/えいきゅう

#### 読み方が3つ以上ある同形異音語
- 下り- くだり/さがり/おり
- 空 - そら/から/あき/くう
- 間 - あいだ/ま/かん
- 性 - さが/せい/しょう
- 体 - からだ/てい/たい
- 後 - あと/のち/うしろ/ご
- 角 - かど/つの/すみ/かく
- ～等 - ら/など/とう
- 下手 - へた/したて/しもて
- 上手 - じょうず/うわて/かみて/うま（い）
- 一時 - いちじ/ひととき/いっとき/いちどき
- 生物 - せいぶつ/いきもの/なまもの
- 最中 - さいちゅう/もなか/さなか
- 黒子 - ほくろ/くろこ/こくし
- 止める - やめる/とめる/とどめる
- 堪える - たえる/こたえる/こらえる
- 退く -しりぞく/のく/どく
- 退ける - しりぞける/のける/どける
- 強請る - たかる/ねだる/ゆする/せびる/もがる
- 捩る - ねじる/よじる/もじる
- 溢れる - あふれる/こぼれる/あぶれる
- 白馬 - しろうま/あおうま/はくば
- 白髪 - しらが/しらかみ/しろかみ/はくはつ
- 白水 - しらみず/しろみず/しろうず/しろおず/しろす/はくすい
- 青蠅 - あおばえ/きんばえ/せいよう
- 蜻蛉 - とんぼ/かげろう/せいれい
- 人気 - ひとけ/にんき/じんき
- 真面目 - まじめ/しんめんもく/しんめんぼく
- 何時 - なんじ/なんどき/いつ
- 何分 - なんぷん/なにぶん/なんぶ
- 何人 - なんにん/なにびと/なんびと/なんぴと/なにじん
- 如何 - いかん/いかが/どう
- 何処 - どこ/いずこ/いずく
- 彼方 - かなた/あなた/あちら/あっち/あち
- 明日 - あす/あした/みょうにち
- 日日[日々] - ひび/ひにち/にちにち
- 細細[細々] - こまごま/ほそぼそ/さいさい
- 一日 - ついたち/いちにち/いちじつ/ひとひ/いっぴ
- 一言 - ひとこと/いちごん/いちげん
- 一昨日 - おととい/おとつい/いっさくじつ
- 今日 - きょう/こんにち/こんじつ
- 一月 - ひとつき/いちがつ/いちげつ
- 大人 - おとな/たいじん/だいにん/うし
- 小人 - こびと/しょうじん/しょうにん
- 母子 - ははこ/おやこ/ぼし
- 火口 - ほくち/ひぐち/かこう
- 空手 - からて/そらで/そらて/くうしゅ
- 戯言 - ざれごと/たわごと/ぎげん
- 遺言 - ゆいごん/いごん/いげん
- 後生 - こうせい/ごしょう/ごせい/ごせ
- 出来 - でき/しゅつらい/しゅったい
- 彼奴 - かやつ/きゃつ/あいつ/あやつ
- 海馬 - とど/せいうち/あしか/たつのおとしご/かいば/うみうま

### 人名・地名
人名や地名は同じ表記で違う読み方があるものが多い。
例　大豆生田（おおまめうだ,おいまにゅうだ,おおつきだ,おおまえだ,おおましょうだ,おおまにだ,おおまにゅうだ,おおまみうた,おおまみうだ,おおまみゅうだ,おおまにゅだ,おおまにいだ,おおまにうた,おおまにうだ,おおままみうだ,おおまめいくた,おおまめおだ,おおむた,おおむだ,おおもうだ,ほめまいきた,ましえだ,ましょうだ,まにうた,まにうだ,まにゅうだ,まみやわだ,おおまみえだ,まめおだ）
　羽生（はぶ、はにゅう、にふ、はにう、はぎゅう、はしゅう、はじゅう、はしょう、はせ、うに、はねう、はねお、はも、うもう、にわ、はいく、はう、はお、はおう）　八幡（はちまん，やはた，やわた）
日本橋（にほんばし，にっぽんばし，ひもとばし）

### 英語の同形異音異義語の例
英語の同形異音異義語は日本語に比べれば非常に少ないが、品詞によって同じつづりの語の発音が変ることは多い。
- bow - [baʊ] おじぎ(する)、 [boʊ] 弓
- dove - [dʌv] ハト、[doʊv] diveの過去形
- number - [ˈnʌmbɚ] 数、[ˈnʌmɚ] よりしびれた(numbの比較級)
- lead - [liːd]導く、[lɛd] 鉛
- read - [riːd]読む、[rɛd] 読んだ(過去形)、読まれた(過去分詞形)
- row - [roʊ] 列、漕ぐ、[raʊ] けんか
- wind - [wind]風、[waind]巻く
- wound - [wuːnd]傷（つける）、[waʊnd]巻いた(wind「巻く」の過去形）、巻かれた（wind「巻く」の過去分詞形）
- produce - [prəˈduːs]動　～を生産する、 produce[ˈprɑːduːs]名　農産物
- close - [kloʊz]動　～を閉める、 close[kloʊs]形　近い
- separate - [ˈsepəreit]動　～をわける、 separate[ˈseprət]形　わかれた
- object - [əbˈdʒekt]動　～に反対する、 [ˈɑbdʒikt]名　対象、物体